# هنگ ۱۰۶ام پیشگامان هزاره
هنگ ۱۰۶ام پیشگامان هزاره هنگ پیشگام پیاده‌نظام ارتش هند انگلیس بود که در سال ۱۹۰۴ از هزارههای مقیم هند، در کویته تشکیل شد و در سال ۱۹۳۳ به دستور محمد نادرشاه لغو گردید.
اولین تماس بین انگلیس و هزارهها درست قبل از جنگ اول افغان و انگلیس بود، در سال ۱۸۳۹ آن عده از هزاره‌های که وارد هند انگلیس شده بودند برای خدمت در ارتش هند انگلیس جذب شدند و تعداد قابل توجهی از آنها برای کار سنگین روانه معادن، گشتند. با این وجود، در سالهای ۱۹۰۳–۱۹۰۴، به دلیل کشتار و شکنجه زیاد هزاره‌ها توسط عبدالرحمان خان، تعداد زیادی از پناهجویان هزاره از مرزهای افغانستان گذشته و به هند انگلیس آمدند. در سال ۱۹۰۴، فرمانده کل قوای هند لرد کیچنر به سرگرد سی دبلیو جیکوب دستور تأسیس یک گردان مستقل از پیشگامان هزاره را داد. پیش از این، هزاره‌های ارتش هند، تنها در هنگ ۱۲۴ پیاده و ۱۲۶ سواره نظام بلوچستان خدمت می‌کردند. هنگ ۱۰۶ام پیشگامان هزاره در سال ۱۹۰۴ توسط سرگرد جیکوب در کویته آموزش دید؛ این گردان از هشت گروه هزاره تشکیل شده بود و یونیفورم آنها رنگ قرمز مایل به زرد داشت، ستاد آنها مسقر در کویته بود.

## پیشینه
در سال ۱۹۱۸ هنگ ۱۲۴ام هزاره‌های دوشس بلوچستان و ۱۲۶ام پیاده‌نظام بلوچستان به هنگ ۱۰۶ام پیشگامان هزاره منتقل شدند و سپس به جبهه بین‌النهرین در جنگ جهانی اول فرستاده شدند. هنگ ۱۰۶ام پیشگامان هزاره تنها واحد ارتش هند انگلیس بود که اتباع هزاره را به خدمت می‌گرفت.

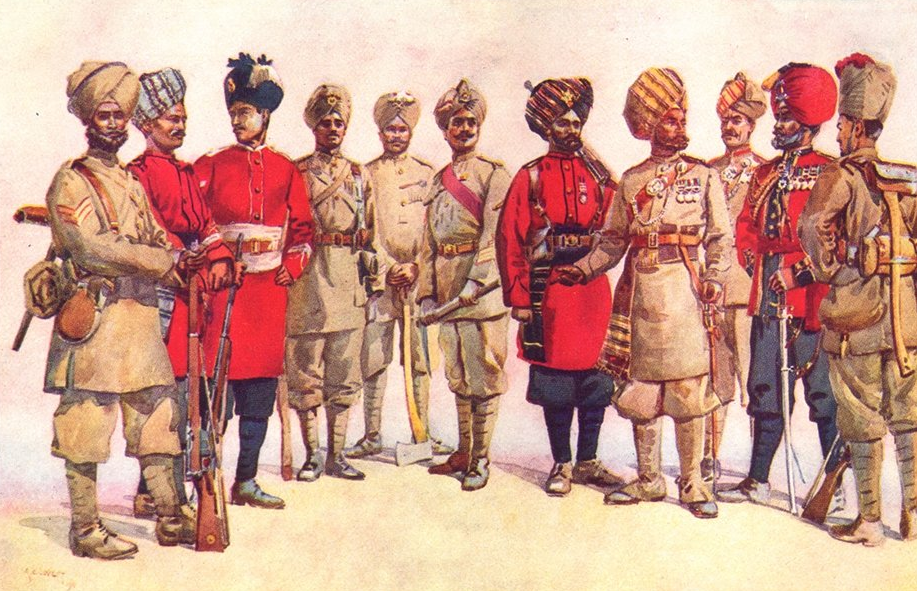
لباس‌زردها، پیش‌هنگ‌های هزاره و لباس‌قرمز‌ها پیش‌هنگ‌های سیک

بعد از جنگ جهانی اول به دلیل زیاد شدن سربازان، این هنگ به دو هنگ دیگر تجزیه شد: گردان ۱۰۶ام پیشگامان هزاره در سال ۱۹۲۲ و "پیشگامان هزاره" در ۱۹۲۹. در نتیجه بحران مالی سال ۱۹۳۳، همه هنگ‌های پیشگام در ارتش هند، از جمله پیشگامان هزاره، منحل شدند.
به دنبال جنگ جهانی اول، استخدام هزاره‌ها از هزاره‌جات دشوارتر شد. باید تعداد بیشتری از نیروهای هزاره در کلونی‌های مشهد مستقر می شدند. نیروهای بومی هند فاقد بسیاری از بهترین ویژگی‌های هزاره‌های مستقر در ارتفاعات افغانستان بودند. دشواری در به دست آوردن سربازان بیشتر به دلیل تغییر در نگرش حاکمان پشتون افغانستان نسبت به هزاره‌ها بود، آنها دیگر کشتار هزاره‌ها را متوقف کرده بودند و آزار و اذیت شان کم شده‌بود. در آن زمان ارتش افغانستان اقدام به ثبت نام هزاره‌ها می‌کردند. علاوه بر این، محمد نادرشاه از دولت هند خواسته بود که از ثبت نام افراد هزاره‌ها در ارتش هند جلوگیری کند.
فیلد مارشال سِر کلود جیکوب از سال ۱۹۱۶ تا زمان انحلال آن در سال ۱۹۳۳ سرهنگ هنگ پیشگامان هزاره بود.
در سال ۱۹۱۵، یک گروه از پیشگامان هزاره هنگ ۱۰۷ در فرانسه فرستاده شد. بقیه سربازان هنگ در سیستان تحت فرماندهی ژنرال دایر به کار گرفته شد. در سال ۱۹۱۷ آنها در خط محاصره مهمند خدمت کردند و یک گروه را برای پیوستن به هنگ ۱۲۸ پیشگامان بین‌النهرین فرستادند. در سال ۱۹۱۸، تمام هنگ به بین النهرین منتقل شد و پس از چند ماه خدمت در لشکر ۱۸ هند واقع در کناره دجله و بالاتر از بغداد، به سپاه دوم هند انگلیس پیوستند تا برای ساخت راه آهن جبل حمرین کمک کنند.
در طول سال ۱۹۱۹، آنها در خط ارتباطی شرگات - موصل سخت کار می کردند. در پاییز همان سال آنها در کارزار کردستان شرکت کردند، در سال ۱۹۲۰ دوباره در خطوط ارتباطی شرگات - موصل استخدام شدند و در سال ۱۹۲۱ با ساختن جاده جدید در كنار دجله از شرگات به باجی، كار خود را به پایان رساندند. آنها در آگوست ۱۹۲۱ به کویته بازگشتند.
در طی این عملیات‌های موفقانه، چندین نشان افتخار هند و همچنین تعدادی مدال خدمات برجسته هند و مدال خدمات شایسته هند بریتانیا، به دلیل جلب عظمت به هزاره‌ها اعطا شد.
در طول مبارزات وزیرستان (۱۹۱۹–۱۹۲۰) از ۱۹۲۳–۱۹۲۴، پیشگامان هزاره در ساخت جاده از طریق باراوی تانگی و شاهور تانگی شرکت کردند. پس از آن، آنها در ساخت راه آهن و جاده‌های مرزی در ژوب کمک کردند.
در سال ۱۹۲۲ ، هنگ ۱۰۶ام پیشگامان هزاره به گردان یکم پیشگامان چهارم، بر اساس سیستم شماره گذاری جدیدی ارتش هند انگلیس تبدیل شد. چهارم پیشگامان هزاره یکی از چهار واحد پیشگامان برتر این ارتش به شمار می‌رفت.

## جنگ ۱۹۱۵-۱۹۱۷ سرحد
پیش از جنگ جهانی اول، ارتش هند انگلیس برای ایجاد یک کشور بافر خنثی بین ایران (ایران امروزی) و هند انگلیس و محافظت از مرزهای غربی مستعمرن خد دست به کار شد. در سال ۱۹۰۷، انگلیس پس از توافق كنوانسیون با روسیه به شاهنشاهی ایران حمله كرد؛ سربازان هندی در اطراف مشهد و ایستگاه‌های خطوط تلگراف مستقر بودند. انگلیس به دلیل تجارت اسلحه بین اعراب و عثمانی به منطقه شمال غربی فارس علاقه مند بود. تا اواسط سال ۱۹۱۵، هنگ ۱۰۶ام پیشگامان هزاره در این عملیات شرکت داشتند، آنها سه مرد  آلمانی به همراه چند شورشی بلوچ را به اسارت در آوردند.

## معلومات
۱. ا.ن. کولیت (۲۰۰۷).آمریتسار: ژنرال رجینالد دایر. لندن: استمرار همبلدون
۲. ا.ب. وینترموت و ژ.د. اولبریخ (۲۰۱۹). نژاد و جنسیت در جنگ مدرن غربی. برلین والتر دی گرویتر، جی‌ام‌بی‌اچ
۳. م. اوتادولاجام (۲۰۰۶).مطالعه جامعه شناختی قبایل هزاره در بلوچستان تحلیل یک تغییر اجتماعی-فرهنگی. کویته: آکادمی هزارگی.
۴. انتشارات ارتش و نیروی دریایی ال.تی. (۲۰۰۱). لیست ارتش هند در ژانویه ۱۹۱۹.